# قيالي (أديامان)
قيالي (بالتركية: Kayalı)‏ هي قرية تتبع إداريّاً لمديرية أديامان في محافظة أديامان التركية الواقعة في جنوب شرق الأناضول. بلغ عدد سكانها 25 نسمة في عام 2021.